# Modelo estándar de las ciencias sociales
El término modelo estándar de las ciencias sociales (en inglés: standard social science model, SSSM) fue introducido por John Tooby y Leda Cosmides en el volumen editado de 1992 de La mente adaptada. Ellos aplicaron el modelo estándar como una referencia a las filosofías asociadas a la "tabla rasa", al "relativista", "construccionista social", y al "determinista cultural", argumentando seguidamente que esas filosofías, resumidas dentro del SSSM, formaron el paradigma teórico predominante en el desarrollo de las ciencias sociales durante el siglo XX. De acuerdo con el paradigma del SSSM, la mente es un dispositivo cognitivo de propósito general y formado casi en su totalidad por la cultura. Después de instaurar el SSSM, Tooby y Cosmides eligieron reemplazarlo con el Modelo Integrado (MI), también conocido como Modelo Integrado Causal (MIC), el cual mezcla teorías biológicas y culturales para el desarrollo de la mente. Aquellos que rechazan el SSSM protestan que dicho modelo fue únicamente concebido para apoyar tanto de manera específica al MIC como de manera general a la psicología evolucionista.

## Presuntos proponentes
Steve Pinker nombra a varios científicos prominentes como proponentes del modelo estándar de las ciencias sociales, incluyendo a Franz Boas, Margaret Mead, B. F. Skinner, Richard Lewontin, John Money, y Stephen Jay Gould.

## Paradigma teórico alternativo: El modelo integrado
Los autores de la Mente Adaptada han argumentado que el SSSM es ahora obsoleto y que el modelo progresivo para las ciencias sociales requiere de modelos de interaccionismo naturaleza-crianza, cimentados en la teoría computacional de la mente. Tooby y Cosmides se refieren a este nuevo modelo como el Modelo Integrado (en inglés: Integrated Model, IM).
Tooby y Cosmides proporcionan varias comparaciones entre el SSSM y el IM, incluyendo las siguientes:
| Modelo Estándar de las Ciencias Sociales                                     | Modelo Integrado |
| ---------------------------------------------------------------------------- | --- |
| Los humanos nacen como una pizarra en blanco                                 | Los humanos nacen con un paqueta de adaptaciones emocionales, motivacionales y cognitivas                                             |
| El cerebro es una computadora de "propósito general"                         | El cerebro es una colección de procesadores modulares y de dominio específico                                                         |
| La cultura y la socialización programan el comportamiento                    | El comportamiento es el resultado de interacciones entre mecanismos psicológicos evolucionados e influencias ambientales y culturales |
| Las culturas libran de variar cualquier dirección en cualquier rasgo         | La cultura misma está basada en una naturaleza humana universal, y es limitada por ella                                               |
| La biología es relativamente poco importante para entender el comportamiento | Un análisis de las interacciones entre naturaleza y crianza es importante para entender el comportamiento                             |